# Podział administracyjny Wolnego Miasta Gdańska

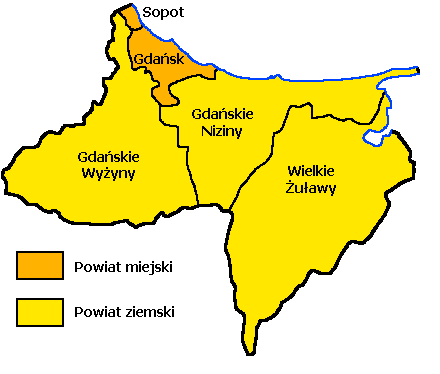
Podział WMG na powiaty

Wolne Miasto Gdańsk, zgodnie z art. 67 i 68 Konstytucji WMG, dzieliło się na powiaty miejskie (niem. Stadtkreise), wiejskie (Landkreise) i gminy (Gemeinden). Powiatów było 5 (2 miejskie i 3 ziemskie), a gmin 267 (w tym 2 miejskie). Utworzono je z przyłączonych w całości lub w większości dawnych powiatów pruskich: Danziger Höhe i Danziger Niederung, a także niewielkich fragmentów powiatów:  Berent (kościerskiego), Dirschau (tczewskiego), Elbing (elbląskiego), Karthaus (kartuskiego), Marienburg (malborskiego) i Neustadt (wejherowskiego).

## Lista powiatów i gmin Wolnego Miasta Gdańska

### Powiaty miejskie
- Danzig (Gdańsk)
- Zoppot (Sopot)

### Powiaty ziemskie
- Danziger Höhe (Gdańskie Wyżyny)
- Danziger Niederung (Gdańskie Niziny)
- Großes Werder (Wielkie Żuławy)

### Gminy
| Powiat Danziger Höhe | Powiat Danziger Höhe  |
| Nazwa oficjalna      | Nazwa polska          |
| -------------------- | --------------------- |
| Babenthal            | Babidół               |
| Barenhütte           | Borowina              |
| Bölkau               | Bielkowo              |
| Borgfeld             | Borkowo               |
| Bösendorf            | Zła Wieś              |
| Braunsdorf           | Błotnia               |
| Buschkau             | Buszkowy              |
| Ellerbruch           | Olszanka              |
| Gischkau             | Juszkowo              |
| Glasberg             | Szklana Góra          |
| Goldkrug             | Złota Karczma         |
| Golmkau              | Gołąbkowo             |
| Goschin              | Goszyn                |
| Grenzacker           | Bliziny               |
| Grenzdorf            | Graniczna Wieś        |
| Groß Paglau          | Pawłowo               |
| Groß Trampken        | Trąbki Wielkie        |
| Guteherberge         | Lipce                 |
| Hohenstein           | Pszczółki             |
| Jenkau               | Jankowo Gdańskie      |
| Jetau                | Jagatowo              |
| Kahlbude             | Kolbudy               |
| Katzke               | Kaczki                |
| Kelpin               | Kiełpino Górne        |
| Kladau               | Kłodawa               |
| Klanau               | Klonowo Górne i Dolne |
| Klein-Kelpin         | Kiełpinek             |
| Klein-Trampken       | Trąbki Małe           |
| Klempin              | Klępiny               |
| Kleschkau            | Kleszczewko           |
| Kleschkau-Rosenberg  | Kleszczewko-Różyny    |
| Kohling              | Kolnik                |
| Kowall               | Kowale                |
| Lamenstein           | Ełganowo              |
| Langenau             | Łęgowo                |
| Lappin               | Łapino                |
| Löblau               | Lublewo Gdańskie      |
| Maidahnen            | Majdany               |
| Mariensee            | Przywidz              |
| Marschau             | Marszewo              |
| Meisterswalde        | Mierzeszyn            |
| Müggau               | Migowo                |
| Neuendorf            | Nowa Wieś Przywidzka  |
| Nieder Sommerkau     | Ząbrsko Dolne         |
| Nobel                | Niegowo               |
| Oberhölle            | Piekło Górne          |
| Oberhütte            | Huta Górna            |
| Oberkahlbude         | Kolbudy Górne         |
| Ober Sommerkau       | Ząbrsko Górne         |
| Ochsenkopf           | Częstocin             |
| Oliva-Forst          | Obręb Leśny Oliwa     |
| Ostroschken          | Ostróżki              |
| Ottomin              | Otomin                |
| Pietzkendorf         | Piecki                |
| Pomlau               | Pomlewo               |
| Postelau             | Postołowo             |
| Prangenau            | Pręgowo               |
| Praust               | Pruszcz Gdański       |
| Rambeltsch           | Rębielcz              |
| Rosenberg            | Różyny                |
| Saalau               | Żuława                |
| Saskoschin           | Zaskoczyn             |
| Schaplitz            | Czapielsk             |
| Scharfenort          | Ostróżek              |
| Scharshütte          | Gromadzin             |
| Schönbeck            | Miłowo                |
| Schönfeld            | Łostowice             |
| Schönwarling         | Skowarcz              |
| Schüddelkau          | Szadółki              |
| Schwarzenfelde       | Czerniec              |
| Schwarzhütte         | Czarna Huta           |
| Schwintsch           | Świńcz                |
| Sobbowitz            | Sobowidz              |
| Stangenwalde         | Jodłowno              |
| Straschin-Prangschin | Prędzieszyn           |
| Strauchhütte         | Kierzkowo             |
| Strippau             | Trzepowo              |
| Suckschin            | Żukczyn               |
| Tiefenthal           | Roztoka               |
| Trockenhütte         | Sucha Huta            |
| Uhlkau               | Ulkowy                |
| Wartsch              | Warcz                 |
| Wiesenthal           | Drzewina              |
| Wonneberg            | Ujeścisko             |
| Zipplau              | Cieplewo              |

| Powiat Danziger Niederung | Powiat Danziger Niederung           |
| Nazwa oficjalna           | Nazwa polska                        |
| ------------------------- | ----------------------------------- |
| Bodenwinkel               | Kąty Rybackie                       |
| Bohnsack                  | Sobieszewo                          |
| Bohnsackerweide           | Sobieszewska Pastwa                 |
| Breitfelde                | Szerzawa                            |
| Einlage                   | Przegalina                          |
| Fischerbabke              | Rybina                              |
| Freienhuben               | Izbiska                             |
| Gemlitz                   | Giemlice                            |
| Glabitsch                 | Głobica                             |
| Gottswalde                | Koszwały                            |
| Grebinerfeld              | Grabowe Pole                        |
| Groschkenkampe            | Groszkowo                           |
| Groß Plehnendorf          | Płonia Wielka                       |
| Groß Zünder               | Cedry Wielkie                       |
| Güttland                  | Koźliny                             |
| Haus und Laschkenkampe    | Łaska Kępa                          |
| Herren und Mönchengrebin  | Grabiny-Zameczek i Grabiny Duchowne |
| Herzberg                  | Miłocin                             |
| Hochzeit                  | Wiślina                             |
| Junkeracker               | Junoszyno                           |
| Junkertroyl               | Chorążówka                          |
| Käsemark                  | Kiezmark                            |
| Klein Plehnendorf         | Płonia Mała                         |
| Klein Zünder              | Cedry Małe                          |
| Knüppelkrug               | Odrzygość                           |
| Krampitz                  | Krępiec                             |
| Kriefkohl                 | Krzywe Koło                         |
| Landau                    | Lędowo                              |
| Langfelde                 | Długie Pole                         |
| Letzkau                   | Leszkowy                            |
| Letzkauerweide            | Leszkowy Wybudowanie                |
| Müggenhahl                | Rokitnica                           |
| Nassenhuben               | Mokry Dwór                          |
| Neuendorf                 | Przejazdowo-Dobrowo                 |
| Neunhuben                 | Dziewięć Włók                       |
| Neupfundkrug              | Ostatni Grosz                       |
| Nickelswalde              | Mikoszewo                           |
| Osterwick                 | Ostrowite                           |
| Östlich Neufähr           | Górki Wschodnie                     |
| Pasewark                  | Jantar                              |
| Poppau                    | Popowo                              |
| Prinzlaff                 | Przemysław                          |
| Quadendorf                | Przejazdowo                         |
| Reichenberg               | Bogatka                             |
| Rostau                    | Roszkowo                            |
| Scharfenberg              | Bystra                              |
| Schlewenhorst             | Świbno                              |
| Schmerblock               | Błotnik                             |
| Schnakenburg              | Komary                              |
| Schönau                   | Stanisławowo                        |
| Schönbaum                 | Drewnica                            |
| Schönbaumerweide          | Drewniczka                          |
| Schönrohr                 | Trzcinisko                          |
| Schusterkrug              | Szewce Gdańskie                     |
| Sperlingsdorf             | Wróblewo                            |
| Steegen                   | Stegna                              |
| Steegenerwerder           | Stegienka                           |
| Steegen Forst             | Stegna-Las                          |
| Stüblau                   | Steblewo                            |
| Stutthof                  | Sztutowo                            |
| Trutenau                  | Trutnowy                            |
| Vogelsang                 | Skowronki                           |
| Weichselufer Linkes       | Lewy Brzeg Wisły                    |
| Weichselufer Rechtes      | Prawy Brzeg WIsły                   |
| Weßlinken                 | Wiślinka                            |
| Wordel                    | Orle                                |
| Wossitz                   | Osice                               |
| Wotzlaff                  | Wocławy                             |
| Zugdam                    | Suchy Dąb                           |

| Powiat Großes Werder   | Powiat Großes Werder |
| Nazwa oficjalna        | Nazwa polska         |
| ---------------------- | -------------------- |
| Altebabke              | Stare Babki          |
| Altenau                | Starynia             |
| Altendorf              | Starza               |
| Altmünsterberg         | Stara Kościelnica    |
| Altweichsel            | Stara Wisła          |
| Barendt                | Boręty               |
| Barenhof               | Niedźwiedzica        |
| Bärwalde               | Niedźwiedziówka      |
| Beiershorst            | Wybicko              |
| Biesterfelde           | Bystrze              |
| Blumstein              | Kamienice            |
| Brodsack               | Chlebówka            |
| Bröske                 | Brzózki              |
| Brunau                 | Bronowo              |
| Damerau                | Dąbrowa              |
| Dammfelde              | Grobelno             |
| Eichwalde              | Dębina               |
| Einlage                | Jazowa               |
| Fürstenau              | Kmiecin              |
| Fürstenwerder          | Żuławki              |
| Gnojau                 | Gnojewo              |
| Grenzdorf A            | Osłonka              |
| Grenzdorf B            | Płonina              |
| Groß Lesewitz          | Lasowice Wielkie     |
| Groß Lichtenau         | Lichnowy             |
| Groß Mausdorf          | Myszewo              |
| Groß Montau            | Mątowy Wielkie       |
| Halbstadt              | Półmieście           |
| Herrenhagen            | Pielica              |
| Heubuden               | Stogi                |
| Holm                   | Chełmek              |
| Horsterbusch           | Wierciny             |
| Irrgang                | Martąg               |
| Jankendorf             | Jankowo Żuławskie    |
| Jungfer                | Marzęcino            |
| Kalteherberge          | Świerznica           |
| Kalthof                | Kałdowo              |
| Kaminke                | Kamionka             |
| Keitlau                | Swaryszewo           |
| Klein Lesewitz         | Lasowice Małe        |
| Klein Lichtenau        | Lichnówki            |
| Klein Mausdorf         | Myszewko             |
| Klein Mausdorferweiden | Łączki Myszewskie    |
| Klein Montau           | Mątowy Małe          |
| Krebsfelde             | Rakowiska            |
| Küchwerder             | Wiśniewka Gdańska    |
| Kunzendorf             | Kończewice           |
| Ladekopp               | Lubieszewo           |
| Lakendorf              | Solnica              |
| Leske                  | Laski                |
| Ließau                 | Lisewo Malborskie    |
| Lindenau               | Lipinka              |
| Lupushorst             | Lubstowo             |
| Marienau               | Marynowy             |
| Mielenz                | Miłoradz             |
| Mierau                 | Mirowo               |
| Neudorf                | Nowinki              |
| Neukirch               | Nowa Cerkiew         |
| Neulanghorst           | Orliniec             |
| Neumünsterberg         | Nowa Kościelnica     |
| Neunhuben              | Czesławiec           |
| Neustädterwald         | Gozdawa              |
| Neuteich               | Nowy Staw            |
| Neuteicherhinterfeld   | Kącik                |
| Neuteicherwalde        | Stawidła             |
| Neuteichsdorf          | Stawiec              |
| Niedau                 | Nidowo               |
| Orloff                 | Orłowo               |
| Orlofferfelde          | Orłowskie Pole       |
| Palschau               | Palczewo             |
| Parschau               | Parszewo             |
| Petershagen            | Żelichowo            |
| Pieckel                | Piekło               |
| Pietzkendorf           | Piecewo              |
| Platenhof              | Cyganka              |
| Pletzendorf            | Płotnik              |
| Pordenau               | Pordenowo            |
| Prangenau              | Pręgowo Żuławskie    |
| Rehwalde               | Gaik                 |
| Reimerswalde           | Leśnowo              |
| Reinland               | Starocin             |
| Rosenort               | Suchowo              |
| Rückenau               | Rychnowo Żuławskie   |
| Schadwalde             | Szawałd              |
| Scharpau               | Szkarpawa            |
| Schlangenhaken         | Wężowiec             |
| Schleusendamm          | Wężownica            |
| Schönau                | Kraśniewo            |
| Schöneberg             | Ostaszewo            |
| Schönhorst             | Gniazdowo            |
| Schönsee               | Jeziernik            |
| Simonsdorf             | Szymankowo           |
| Stadtfelde             | Cisy                 |
| Stobbendorf            | Stobiec              |
| Stuba                  | Stobna               |
| Tannsee                | Świerki              |
| Tiege                  | Tuja                 |
| Tiegenhagen            | Tujce                |
| Tiegenhof              | Nowy Dwór Gdański    |
| Tiegenort              | Tujsk                |
| Tiegerfelde            | Tujskie Pole         |
| Tragheim               | Tragamin             |
| Tralau                 | Tralewo              |
| Trampenau              | Trępnowy             |
| Trappenfelde           | Tropiszewo           |
| Vierzehnhuben          | Zadwórze             |
| Vogtei                 | Włodarka             |
| Walldorf               | Powalina             |
| Warnau                 | Kościeleczki         |
| Wernersdorf            | Pogorzała Wieś       |
| Wiedau                 | Widowo Żuławskie     |
| Zeyer                  | Kępki                |
| Zeyersvorderkampen     | Kępiny Małe          |

Po 1939 wszystkie gminy znalazły się w nowo utworzonym okręgu Gdańsk-Prusy Zachodnie, a po 1945 – w granicach Polski.